# Groupement de soutien de la base de défense de Ventiseri - Solenzara
Le groupement de soutien de la base de défense de Ventiseri - Solenzara (GSBdD VTI) est une formation administrative du service du commissariat des armées créé le 1er janvier 2011. Son rôle est de soutenir dans le domaine de l'administration générale et du soutien commun (achats, finances, alimentation, hébergement, transport, habillement,..) toutes les unités militaires stationnées dans le périmètre de la base de Défense.
Son commandement est situé sur le site de la base aérienne 126, sur la commune de Ventiseri. Il comporte par ailleurs une antenne sur la base navale d’Aspretto.
En 2024, il regroupe environ 110 militaires et civils de la défense.

## Historique des chefs du groupement.
- 2018-2021 : commissaire en chef de 2e classe Derbomez[2]

- 2021-2023 : commissaire en chef de 2e classe Bernard Barraco

- 2023-2025 : commissaire en chef de 2e classe Thibaut Nicodème
- 2025-…: commissaire en chef de 2e classe Grégory Giuglaris